# Strategic Air Command

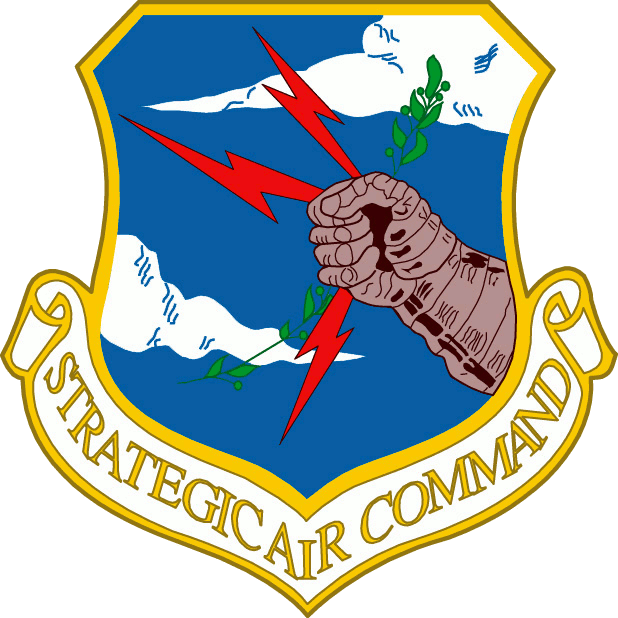

A Strategic Air Command (SAC, magyarul Hadászati Légiparancsnokság) az amerikai légierő stratégiai légiparancsnoksága volt. Feladata az ország bombázó- és ballisztikus rakéta-alapú stratégiai nukleáris arzenál kezelése volt, illetve az ezekkel kapcsolatos infrastruktúra (például légi utántöltőgépek és 1957-ig kísérő vadászgépek) fenntartása.

## Történelmi áttekintés
1946. március 21-én három részre osztották szét az amerikai hadsereg légierejét (U.S. Army Air Force, USAAF):
- TAC – Tactical Air Command, azaz taktikai légiparancsnokság
- ADC – Air Defense Command, azaz légvédelmi parancsnokság
- SAC – Strategic Air Command, azaz stratégiai légiparancsnokság.

A SAC főparancsnoksága eredetileg a Washington melletti Bolling Fielden volt, ahol a korábban feloszlatott Continental Air Force (kontinentális légierő) állomásozott. A SAC első parancsnoka George C. Kenney tábornok volt.
A SAC küldetését a USAAF főparancsnoka, Carl Spaarz tábornok így foglalta össze:
…nagy hatótávolságú támadás végrehajtása a világon bárhol, függetlenül vagy együttműködésben a földi és tengerészeti egységekkel; nagy hatótávolságú felderítés szárazföldek és tengerek felett, függetlenül vagy együttműködésben a földi és tengerészeti egységekkel; intenzív és fenntartható harci cselekményekre képes katonai egységek rendelkezésre állítása, amelyek a legújabb és legmodernebb fegyvereket használják; a stratégiai haderők karbantartásához szükséges egységek és személyzet kiképzése a világ minden táján; olyan különleges küldetések elvégzése, amelyekre a hadsereg légiereje parancsnokának szüksége van.
A szövegben nem véletlenül nem említik meg a nukleáris fegyvereket, ugyanis a SAC még nem rendelkezett ilyenekkel. A második világháború után az Egyesült Államok jelentős mértékben csökkentette a katonai erejét, és ez alól az a pár USAAF egység sem volt kivétel, amelyek atombombák ledobásával foglalkoztak.
A SAC megtartotta az eredeti szervezeti felépítését és küldetését, miután 1947. szeptember 16-án a USAAF átalakult U.S. Air Force-szá. 1948. november 9-től a SAC főparancsnoksága átköltözött az Offut légibázisra, a nebraskai Omahába.
1948 októberétől Curtis LeMay tábornok lett a SAC főparancsnoka, aki látványos módon építette újjá a parancsnoksága alá tartozó haderőket és küldetéseiket. A második világháború alatt LeMay szervezte meg a japán szigeteket megcélzó támadásokat (többek között a Tokió és más városok leégésével járó gyújtóbombás támadásokat is), így erősen hitt a stratégiai bombázás hatalmában: az ellenséges városok és ipari központok porrá bombázásában. LeMay véleménye szerint az atombomba létezése csakis a stratégiai bombázásnak ad létjogosultságot – minden másféle harc, így a csatamezőkön is, már elavult.
LeMay parancsnoksága alatt a SAC a Szovjetunióval folytatott hidegháború során az amerikai stratégiai politika alapkövévé vált – ez ugyanis a nukleáris elrettentés tanát vallotta. A SAC mottója, a „Peace is Our Profession”, azaz „Szakmánk a béke”, arra utal, hogy az elrettentő atomerő fenyegetésével kívánták fenntartani a békét.
LeMay nem nagyon hitt a kölcsönös elpusztítás tanaiban: ő ugyanis, különösen a SAC korai éveiben, amikor a szovjet nukleáris arzenál még csak gyerekcipőben járt, úgy gondolta, hogy a SAC-nak egy megelőző és lehengerlő támadással kell lecsapnia a Szovjetunióra, mielőtt a szovjetek ugyanezt megtehetnék Amerikával.
Induláskor a SAC csupán egy pár B-29 Superfortress bombázóval rendelkezett, és ezek közül is csak néhány volt „Silverplate” gép, azaz atomfegyver bevetésére alkalmas, de hamarosan jelentős sugárhajtású bombázóflottát épített ki magának. A SAC csúcspontján több mint 1 500 bombázóval rendelkezett, ezek nagy része B-47 Stratojet volt.
Amikor az ötvenes évek végén az első interkontinentális ballisztikus rakéták (ICBM-ek) elkészültek, akkor ezek is a SAC parancsnoksága alá kerültek. Ezzel a SAC bombázóflottája csökkenni kezdett.
A második világháború alatt az európai hadszíntéren kiderült, hogy a bombázók kísérő vadászgépek nélkül nem sokra mennek, úgyhogy éveken keresztül a SAC egy vadászgépflottát is fenntartott a bombázok mellett. A légierő erőfeszítései ellenére a vadászgépek hatósugara túlságosan alacsony volt egy igazán interkontinentális távolság során, emellett a SAC filozófiája is úgy tartotta, hogy az atomkorban nem sok értelme van elfogóvadászgépeket küldeni a bombázók ellen. 1957. július 1-jén ezért a SAC vadászgépezredeit vagy feloszlatták, vagy áthelyezték a TAC, a taktikai légiparancsnokság vezetése alá.
Curtis LeMay-t 1957-ben előléptették a légierő vezérkari főnökévé. Utódja Thomas S. Power tábornok lett, aki 1964-ig szolgált mint a SAC parancsnoka. Őt 1964 és 1967 között John Dale Ryan tábornok követte, majd 1968 és 1972 között Bruce K. Ryan tábornok.
1992-ben, a Szovjetunió összeomlását követően a légierőt jelentősen átszervezték és a SAC megszűnt létezni. A SAC, a TAC és a MAC (Military Airlift Command, légiszállítási parancsnokság) két parancsnokságba tömörült: AMC (Air Mobility Command, légmobilitási parancsnokság) és ACC (Air Combat Command, légi harc parancsnoksága). Ez a két parancsnokság gyakorlatilag ugyanazt a feladatot látta el, mint előttük a MAC és a TAC – az AMC örökölte a SAC légi utántöltő flottáját, az ACC pedig a SAC stratégiai bombázóit. A nukleáris komponenst ötvözték a haditengerészet hasonló egységeivel, és így jött létre a STRATCOM, Strategic Command azaz stratégiai parancsnokság.

## Lásd még
- Looking Glass
- Single Integrated Operational Plan